# Celestyal Discovery
La Celestyal Discovery è una nave da crociera, della compagnia greca Celestyal cruises. Costruita nel 2003 dai cantieri Aker MTW a Wismar, fino al 2023 era di proprietà di Costa Crociere ma operata dalla controllata AIDA Cruises, ed era chiamata AIDAaura.

## Itinerari

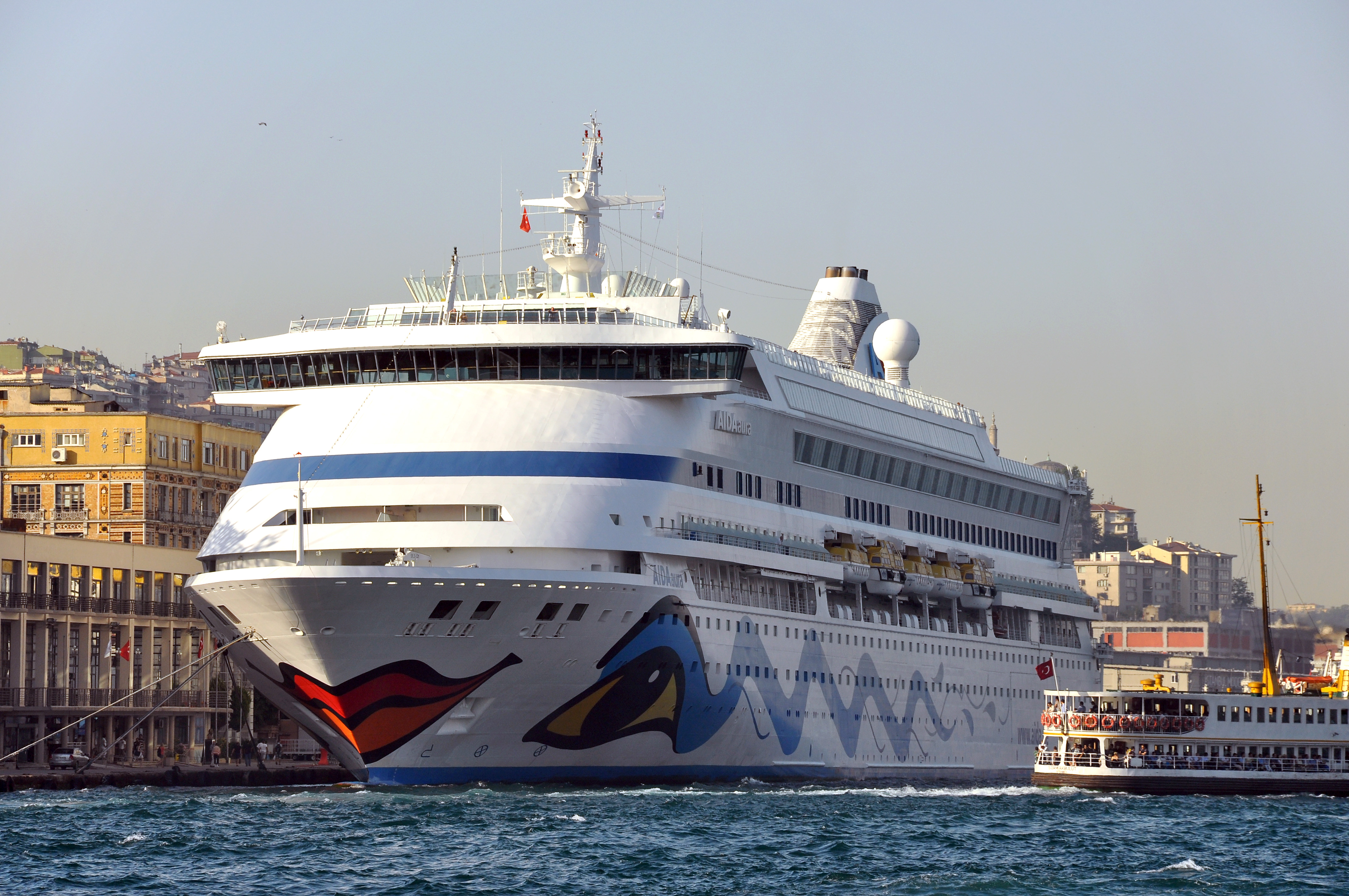
La nave nel 2012 con livrea AIDA Cruises

Nel 2014 naviga nell'Adriatico con partenza dai porti di Trieste e Venezia con crociere da 7 giorni.